# Cliff Jones
Clifford William Jones (7 de febrer de 1935) fou un futbolista gal·lès de la dècada de 1960.
Fou 59 cops internacional amb la selecció de Gal·les amb la que participà en la Copa del Món de futbol de 1958.
Pel que fa a clubs, defensà els colors de Swansea Town, Tottenham Hotspur i Fulham.

## Referències

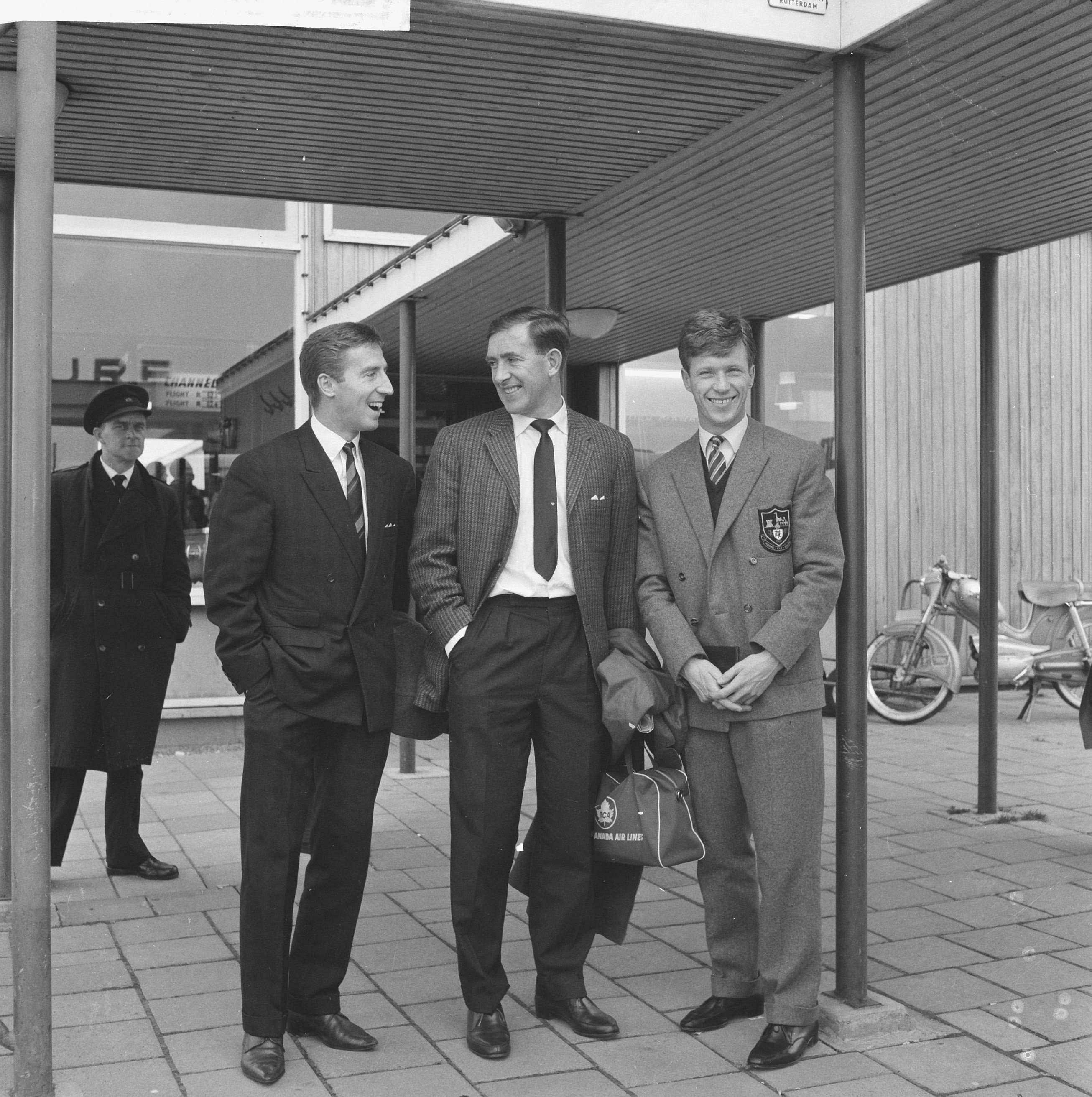
Cliff Jones amb Danny Blanchflower i John White a Rotterdam el 1961.